# Marcelo Koc
Marcelo Koc (* 4. Juni 1918 in Witebsk; † 26. Oktober 2006 in Buenos Aires) war ein argentinischer Komponist.

## Leben
Koc studierte am Konservatorium von Łódź und ging 1938 nach Buenos Aires, wo er seine Ausbildung bei Jacobo Ficher, Guillermo Graetzer und Juan Carlos Paz fortsetzte. Er komponierte 80 Werke, darunter ein Violin- und ein Klavierkonzert, weitere Orchesterwerke, Kammermusik, Klavierwerke und Vokalmusik.